# 莱昂哈德·波尔
莱昂哈德·波尔（德語：Leonhard Pohl，1929年7月18日—2014年4月23日），德国男子田径运动员。他曾代表德国联队参加1956年夏季奥林匹克运动会田径比赛，获得男子4×100米接力铜牌。